# IC 3924
IC 3924 је елиптична галаксија у сазвјежђу Береникина коса која се налази на листи објеката дубоког неба у Индекс каталогу.
Деклинација објекта је + 18° 46' 54" а ректасцензија 12h 57m 24,9s. Привидна величина (магнитуда) објекта IC 3924 износи 16,5 а фотографска магнитуда 17,5.